# Andreas Schulze-Henne
Andreas Schulze-Henne (* 10. März 1841 in Lohne; † 18. Februar 1916 ebenda) war Gutsbesitzer und Mitglied des Deutschen Reichstags.

## Leben
Schulze-Henne besuchte die Volksschule und Ackerbauschule in Badeleben bei Halberstadt. Er betrieb Landwirtschaft auf seinem Gut in Lohne. Außerdem war er Vorsitzender des Vorstandes der Aktien-Zuckerfabrik Soest und seit 1887 Mitglied des Kreistages und Kreis-Ausschusses in Soest und des Provinzial-Landtages für Westfalen.
Von 1893 bis 1898 war er Mitglied des Deutschen Reichstags für den Wahlkreis Regierungsbezirk Arnsberg 7 (Hamm, Soest) und die Nationalliberale Partei.